# Rasmus Andersson
Rasmus Calle Alfred Andersson (* 27. Oktober 1996 in Malmö) ist ein schwedischer Eishockeyspieler, der seit September 2015 bei den Calgary Flames aus der National Hockey League unter Vertrag steht und für diese auf der Position des Verteidigers spielt.

## Karriere

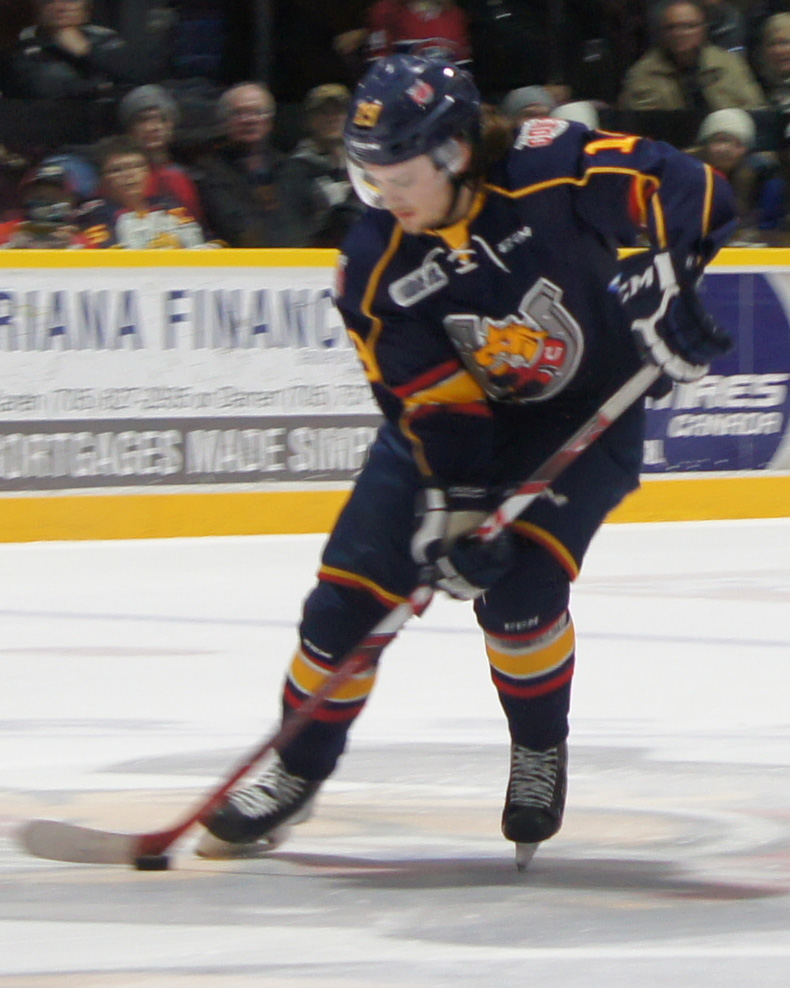
Andersson im Trikot der Barrie Colts (2016)

Andersson kam im schwedischen Malmö zur Welt, während sein Vater für die Malmö IF spielte. Das Eishockeyspielen erlernte er hingegen im schweizerischen Lugano, während eines Engagements seines Vaters beim HC Lugano. Anschließend kehrte die Familie wieder nach Malmö zurück, wo Rasmus Andersson bis zum Sommer 2014 in der Juniorenabteilung der Malmö Redhawks spielte. In der Saison 2012/13 debütierte er für die Profimannschaft in der zweitklassigen HockeyAllsvenskan, während er hauptsächlich für die A-Junioren in der J20 SuperElit auflief.
Im Sommer 2014 wurde der Abwehrspieler im CHL Import Draft von den Barrie Colts aus der Ontario Hockey League ausgewählt, woraufhin er sich entschied, nach Nordamerika zu wechseln. Der Auswahl im KHL Junior Draft 2013 durch den HC Lev Prag aus der Kontinentalen Hockey-Liga schenkte er keine Beachtung. Bei den Barrie Colts verbrachte der Schwede zwei Spielzeiten und wurde dank seiner jeweils mindestens 60 Scorerpunkte in eines der All-Star-Teams gewählt. Darüber hinaus wurde Andersson im NHL Entry Draft 2015 in der zweiten Runde 53. Position von den Calgary Flames aus der National Hockey League ausgewählt.
Nach zwei Jahren in Barrie endete die Juniorenzeit für den fast 20-Jährigen, nachdem er bereits im September 2015 einen NHL-Einstiegsvertrag bei den Flames unterzeichnet hatte. In seiner ersten vollen Profispielzeit kam der Offensivverteidiger bei den Stockton Heat in der American Hockey League, dem Farmteam der Calgary Flames, zum Einsatz. Am Ende der Saison 2016/17 debütierte er zudem in der NHL für Calgary. In der folgenden Spielzeit kamen zehn weitere NHL-Einsätze hinzu, während Andersson weiterhin hauptsächlich für Stockton spielte. Mit Beginn des Spieljahres 2018/19 stand Andersson schließlich fest im NHL-Aufgebot der Calgary Flames. Im Januar 2020 unterzeichnete er einen neuen Sechsjahresvertrag in Calgary, der ihm ein durchschnittliches Jahresgehalt von 4,55 Millionen US-Dollar einbringen soll.

### International
Für sein Heimatland spielte Andersson im Juniorenbereich ab der U16-Nationalmannschaft und nahm in der Folge an den U18-Junioren-Weltmeisterschaften 2013 und 2014 sowie dem Ivan Hlinka Memorial Tournament 2013 teil. Sein Debüt in der A-Nationalmannschaft feierte der Verteidiger im Rahmen des 4 Nations Face-Off 2025. Anschließend spielte Andersson die Weltmeisterschaft im selben Jahr, bei der er mit der Tre Kronor die Bronzemedaille gewann.

## Erfolge und Auszeichnungen
- 2015 Teilnahme am CHL Top Prospects Game
- 2015 OHL Second All-Star Team
- 2016 OHL First All-Star Team
- 2018 Teilnahme am AHL All-Star Classic

### International
- 2025 Bronzemedaille bei der Weltmeisterschaft

## Karrierestatistik
Stand: Ende der Saison 2024/25

### International
Vertrat Schweden bei:
| - U18-Junioren-Weltmeisterschaft 2013 - Ivan Hlinka Memorial Tournament 2013 - U18-Junioren-Weltmeisterschaft 2014 | - 4 Nations Face-Off 2025 - Weltmeisterschaft 2025 |

(Legende zur Spielerstatistik: Sp oder GP = absolvierte Spiele; T oder G = erzielte Tore; V oder A = erzielte Assists; Pkt oder Pts = erzielte Scorerpunkte; SM oder PIM = erhaltene Strafminuten; +/− = Plus/Minus-Bilanz; PP = erzielte Überzahltore; SH = erzielte Unterzahltore; GW = erzielte Siegtore; 1 Play-downs/Relegation; Kursiv: Statistik nicht vollständig)

## Familie
Anderssons entstammt einer Sportlerfamilie. Sein Vater Peter war ebenfalls professioneller Eishockeyspieler und in der National Hockey League unter anderem für die New York Rangers und Florida Panthers aktiv. Als Spieler feierte er sechs Meisterschaftsgewinne in vier europäischen Ländern sowie drei Medaillengewinne bei Weltmeisterschaften. Nach seinem Karriereende schlug er eine Trainerkarriere ein. Anderssons zwei Jahre älterer Bruder Calle ist ebenfalls als Eishockeyprofi in Europa tätig, spielte zeitweise aber auch in Nordamerika.